# Gateway Center Arena
Die Gateway Center Arena (Eigenschreibweise: Gateway Center Arena @ College Park) ist eine Mehrzweckhalle in der US-amerikanischen Stadt College Park im Bundesstaat Georgia. College Park liegt etwa fünf Kilometer südlich der Großstadt Atlanta und gehört zur Metropolregion Atlanta. Die Halle mit 100.000 sq ft (etwa 9290 m²) Fläche liegt neben dem Georgia International Convention Center (GICC), dem zweitgrößten Kongresszentrum in Georgia und ist die Heimspielstätte der Basketball-Franchises College Park Skyhawks aus der NBA G-League und der Atlanta Dream der Women’s National Basketball Association (WNBA). Der Spatenstich des 45 Mio. US-Dollar teuren Baus wurde am 12. Februar 2018 im Beisein von Vertretern der Stadt, des GICC und der Atlanta Hawks durchgeführt. Die Skyhawks sind das Farmteam der Atlanta Hawks aus der National Basketball Association (NBA). Die Mannschaft wurde nach zwei Jahren in Erie, Pennsylvania, als Erie BayHawks 2019 nach College Park verlegt. Die Frauenmannschaft Atlanta Dream zog zur Saison 2020 von der großen State Farm Arena in Atlanta in die kleinere Arena um. Die Mehrzweckarena soll bis zu 600 Arbeitsplätze in College Park und den Nachbargemeinden, besonders für Frauen und Minderheiten, schaffen. Zu Basketballspielen bieten sich 3500 Plätze. Die Arena fasst bei Konzerten, Stand-up-Comedyshows, Tagungen, Graduierungsfeiern, Familien- oder Marketingveranstaltungen 5000 Besucher. Mit der Metropolitan Atlanta Rapid Transit Authority (MARTA) lässt sich in paar Minuten Downtown Atlanta erreichen. Der ATL SkyTrain, ein automatisierter Peoplemover, verbindet den Hartsfield–Jackson Atlanta International Airport mit dem Georgia International Convention Center. Die erste Partie der College Park Skyhawks in der neuen Halle fand am 21. November 2019 statt. Die Skyhawks unterlagen den Delaware Blue Coats vor 2912 Zuschauern mit 112:120.